# Boesenbergia basispicata
Boesenbergia basispicata är en enhjärtbladig växtart som beskrevs av Kai Larsen och Sirirugsa. Boesenbergia basispicata ingår i släktet Boesenbergia och familjen Zingiberaceae.
Artens utbredningsområde är Thailand. Inga underarter finns listade i Catalogue of Life.